# Державний національний природний парк «Кольсайські озера»
Національний парк «Кольсайські озера» (каз. Көлсай көлдері ұлттық паркі, Qólsaı kólderi ulttyq parki) розміщений на північному схилі гір Тянь-Шань на південному сході Казахстану (10 км від кордону з Киргизстаном). Основною привабою парку, який часто називають «перлинами Тянь-Шаню», є Кольсайські озера, розташовані між Райимбецьким та Талгарським районами Алматинської області. Мальовниче озеро Каїнди також розташоване в межах парку. Межа парку розташована на південний схід від Алмати. Озера зсувно-тектонічного походження, приблизно сформовані в 1887 і 1911 рр. на річках Каїнди та Колсай.

## Збереження природи
Збереження природи є важливою частиною місії парку: 72 % території перебуває під суворою охороною, а 13 % відведено для туризму та відпочинку.

## Топографія
Озера парку нанизані вздовж річки Колсай, яка тече з півдня на північ від Тянь-Шаню. Живиться вона водами, що течуть з двох хребтів Тянь-Шаню: хребта Кюнгёй Ала-Тоо та Заілійського Алатау. До основних озер належать:
- Нижнє озеро Кольсай. Природне гірське водосховище, утворене зсувами, що перекривають річку Кольсай. Нижнє озеро — близько 1 км в довжину, шириною 400 метрів і глибиною 80 метрів. До нього можна під'їхати по дорозі і поруч з ним є пансіонати та кемпінги. (висота: 1818 метрів).

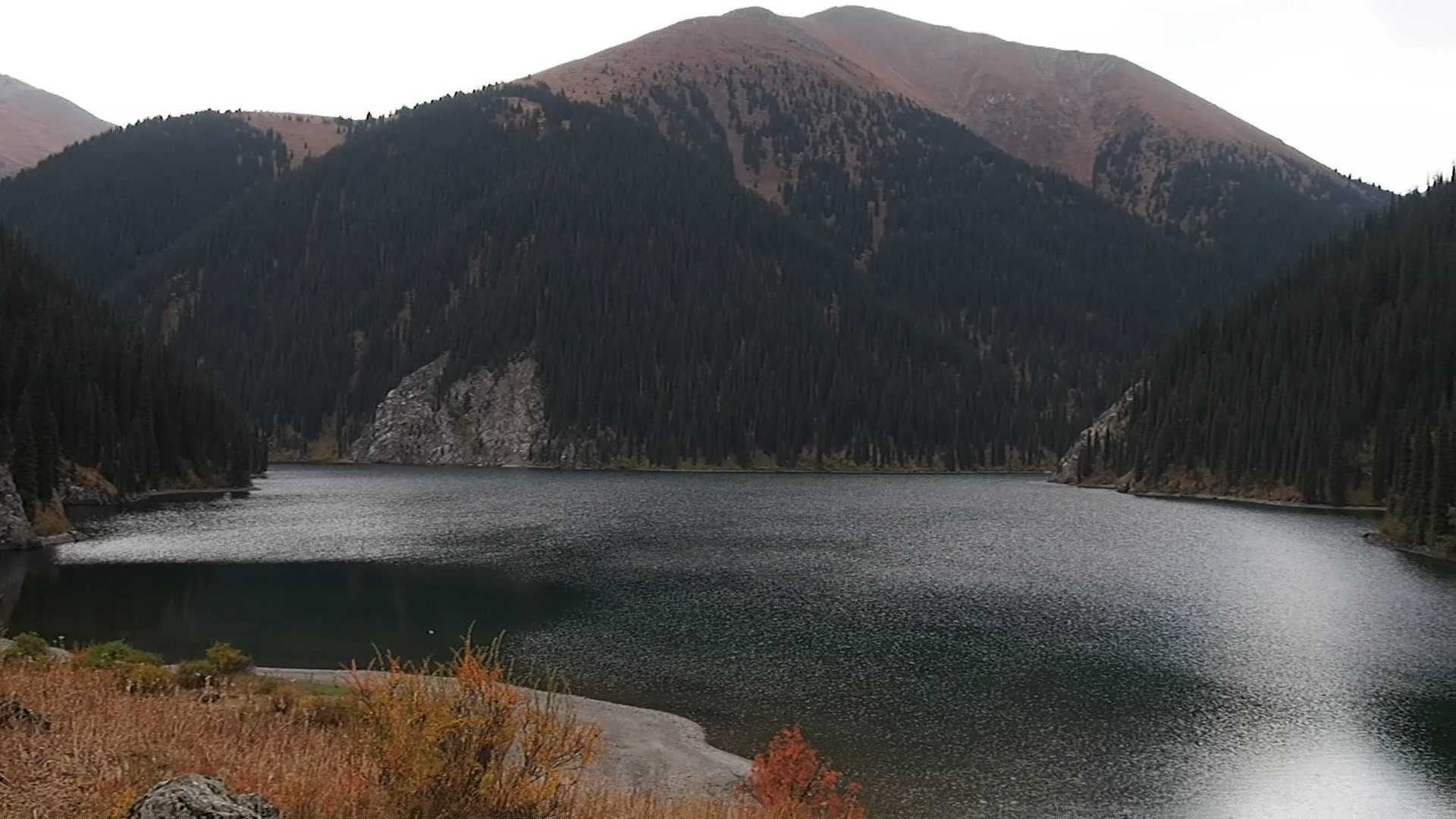
Середнє озеро Кольсай

- Середнє озеро Кольсай (Минжольки — означає «1000 років»). П'ять кілометрів вище за течією від нижнього озера, є середнє озеро — найбільше з трьох і його глибина сягає 50 метрів (висота: 2252 метри на рівнем моря). Вважається найбільш мальовничим з трьох Кольсайських озер.
- Верхнє озеро Кольсай. Розташоване за шість кілометрів над середнім озером. Оточене смереками та альпійськими луками. Це за 6 км від перевалу Сара-Булук та, відповідно, кордону з Киргизстаном. (висота: 2850 метрів над рівнем моря).

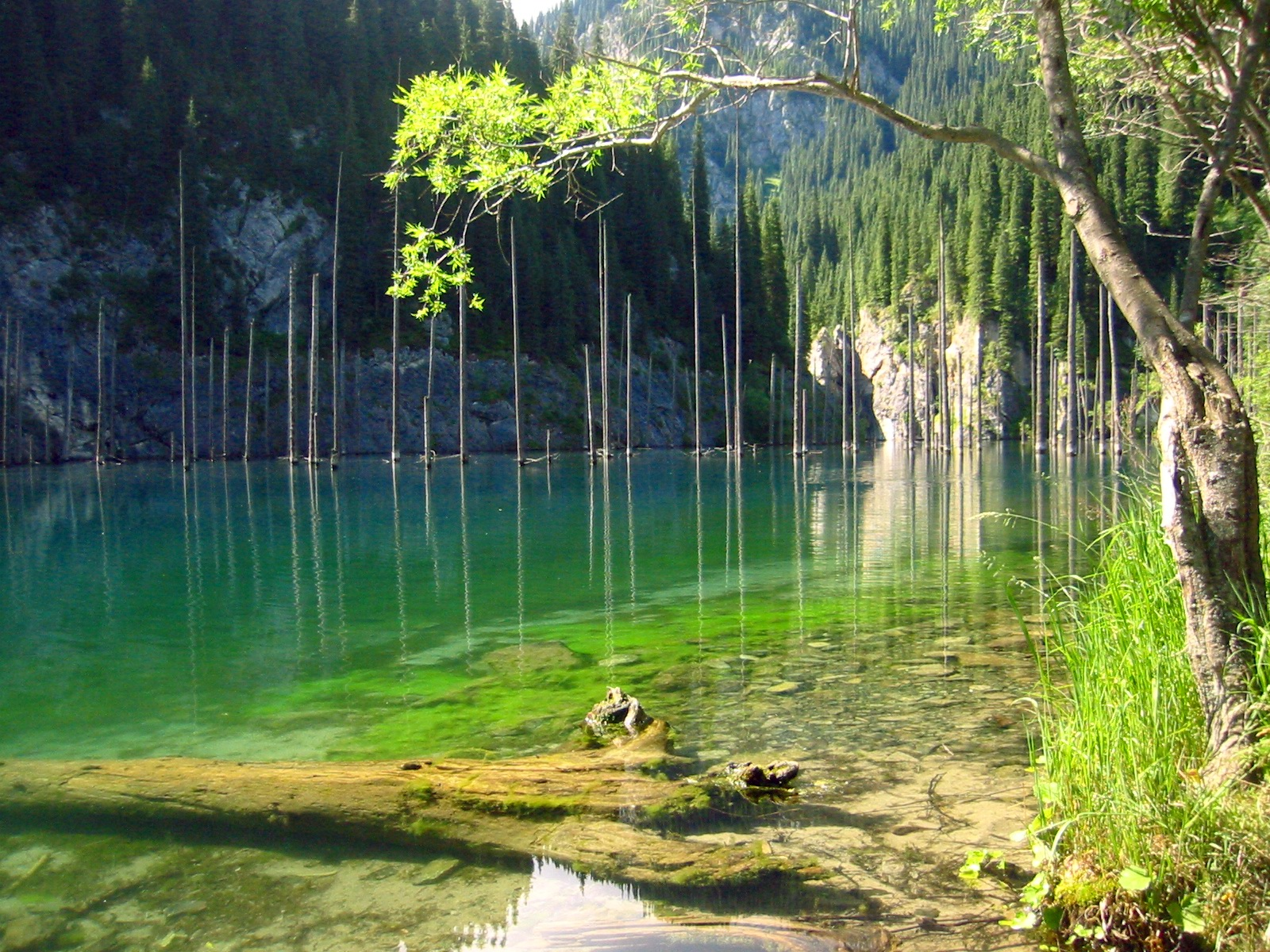
Озеро Каїнди в парку «Кольсайські озера». Зверніть увагу на мертві ялинові стовбури, що піднімаються з озера.

- Озеро Каїнди. Розташоване за 11 км на схід від озер Кольсай, озеро Каїнди розташоване біля річки Чілик. Озеро відоме своїм дзеркальним відбиттям і насадженнями мертвих ялинових стовбурів, що піднімаються з води. Воно утворилося в 1911 році (коли землетрус спричинив зсув, який перекрив один з кінців ущелини).[5]

## Екорегіон
Заповідна зона Кольсайських озер стала відкритою для всіх, хто хоче відвідати її, лише кілька років тому, тому тут природа збереглася у первозданному стані. У парку знаходиться гірський степовий і лучний екорегіон Тянь-Шань (WWF № 1019), який охоплює середню і верхню висоти гір Тянь-Шаню в Центральній Азії. Район відчуває достатню кількість дощів, щоб могли рости луки та ліси. Крім того, завдяки своїй ізольованості він містить багато рідкісних рослин та видів тварин.

## Клімат
Клімат у районі Кольсайських озер характеризується як «Вологий континентальний клімат, прохолодний літній підтип» (класифікація Кеппена Dfb). Клімат регіону характеризується великими коливаннями температур, як щоденних, так і сезонних, з м'яким літом і холодною зимою. У липні температура може коливатися від 30 °C протягом дня, до -5 °C вночі.

## Рослини і тварини
Район екологічно чистий і багатий дикими рослинами, багато з яких є лікарськими. До рідкісних місцевих рослин належать: абрикос, барбарис (Berberis iliensis M. Pop), глід та ірис. На всій території Кольсайських озер, в хвойних лісах після сильних дощів з'являються різні гриби. Вчені зафіксували в парку 704 види рослин (12 з яких класифікуються як рідкісні). Серед тварин у парку зареєстровано 50 видів ссавців, 197 видів птахів, 2 види плазунів, 2 види земноводних (зелена жаба та жаба süyirtumsıq) та 2 види риб (райдужна форель та тибетська гола кокба). Шість ссавців, знайдених у парку, класифікуються як рідкісні в Казахстані, серед них Тянь-Шанський бурий ведмідь (U. a. Isabellinus), Туркестанська рись, сніговий барс, Тянь-Шанський архар та кам'яна куниця.

## Туризм
У сусідньому селі Сати є пансіонати та кемпінги. Є 25 км пішохідний маршрут, що починається біля нижнього озера, проходить озерами Кольсай і рухається через перевал Сари-Булак (3278 м). Маршрут займає три дні пішки, або один день на коні. Кольсайські озера є популярним місцем гірського туризму в регіоні. Пішохідні стежки до озер Кольсай відносно доступні для початківців. Популярні заходи в цьому районі включають пікніки, катання на конях та гірські велосипеди. З квітня по кінець вересня є стандартними періодами для кемпінгу в цьому районі.